# Liste des journaux au Burkina
Cette page liste les journaux du Burkina Faso en 2015.

## Presse écrite

### Résumé
| Quotidien            | Hebdomadaire         | Bimensuel             | Mensuel                 | Bimestriel |
| Actualité            | Observateur Dimanche | La Nation Vox Populi  | Horizon Sport           | Fasozine   |
| Aujourd'hui          | Le Bendré            | L’informateur         | Femme idéale            |            |
| L'Express du Faso    | Evasion              | Courrier Confidentiel | Albouchra Infos         |            |
| L'Observateur paalga | Hebdo du Burkina     | Direct Info           | Amazone                 |            |
| Le Pays              | Journal du jeudi     | Horizon Sport         | Carrefour africain      |            |
| Le Quotidien         | L’Indépendant        | L’Éveil éducation     | Dorsal                  |            |
| Le Soir              | Le Patriote          | La Colombe            | Flash Management        |            |
| Notre Temps          | San Finna            | La voix du Sahel      | Journal Voix d’Afrique  |            |
| Sidwaya              | L’Opinion            | L'Événement           | Écho du Sahel           |            |
|                      | Sidwaya Mag plus     | Le Libérateur         | L’Écho                  |            |
|                      | Sidwaya Sport        | Le Margouillat        | L’Essentiel du Faso     |            |
|                      |                      | Le Messager           | L’Étalon enchaîné       |            |
|                      |                      | Le Progrès            | L’Étalon                |            |
|                      |                      | Le Reporter           | L’Étendard              |            |
|                      |                      | Libération            | L’Idéal                 |            |
|                      |                      | Racine Hebdo          | La Ligne                |            |
|                      |                      | Sahel Info            | Le Citoyen              |            |
|                      |                      |                       | Le Démocrate            |            |
|                      |                      |                       | Le Millénaire d’Afrique |            |
|                      |                      |                       | Le Miroir du Sanguié    |            |
|                      |                      |                       | Mutations               |            |
|                      |                      |                       | Naïfa                   |            |
|                      |                      |                       | Notre Afrik             |            |
|                      |                      |                       | Planète School          |            |
|                      |                      |                       | Votre Santé             |            |

### Détails
| Titre                                | Genres                               | Parution     | Création | Statut | Sièges        | Rédacteur en Chef (Réd. en Chef) Directeur de Publication (Dir. de Publ.)                                                                                            | Web                            |
| ------------------------------------ | ------------------------------------ | ------------ | -------- | ------ | ------------- | --- | ------------------------------ |
| Sidwaya                              | Généraliste                          | Quotidien    | 1984     | Public | Ouagadougou   | Dir. de Publ.(Dir. Gén.) Rabanki Abou Bakrzida Réd. en Chef : Alassane Karama                                                                                        | www.sidwaya.bf                 |
| L’Observateur paalga                 | Généraliste                          | Quotidien    |          | Privé  | Ouagadougou   | Dir. de Publ. : Edouard Ouedraogo Réd. en Chef : Boureima Diallo | www.lobservateur.bf            |
| Le Pays                              | Généraliste                          | Quotidien    | 1993     | Privé  | Ouagadougou   | Dir. de Publ. : Beldh’Or Cheick Sigue Réd. en Chef : Boundi Ouoba | www.lepays.bf                  |
| L’Express du Faso                    | Généraliste                          | Quotidien    | 1998     | Privé  | Bobo-Dsso     | Dir. de Publ. : Jacques Bama Réd. en Chef : Mountamou Kani |                                |
| Le Quotidien (ex Le révolutionnaire) | Généraliste                          | Quotidien    | 2010     | Privé  | Ouagadougou   | Dir. de Publ. : Souleymane Traore Réd. en Chef : Issouf Sidibe |                                |
| Le Soir                              | Généraliste                          | Quotidien    | 2012     | Privé  | Ouagadougou   | Dir. de Publ. : Lookman Sawadogo Réd. en Chef : Anne Pitroipa |                                |
| Le journal Actualités                | Généraliste                          | Quotidien    | 2012     | Privé  | Ouagadougou   | Dir. de Publ. : Augustin Kabore Réd. en Chef : Ahmed Coulibaly |                                |
| Notre Temps                          | Généraliste                          | Quotidien    | 2014     | Privé  | Ouagadougou   | Dir. de Publ. : Boureima Diallo Réd. en Chef : Dayang-Ne-Wendé P.Silga                                                                                               |                                |
| Aujourd’hui au Faso                  | Généraliste, analyse et débat        | Quotidien    | 2014     | Privé  | Ouagadougou   | Dir. de Publ. : Dieudonné Z. Zoungrana | www.auiourd8.ne                |
| Le Journal du Jeudi (JJ)             | Généraliste                          | Hebdomadaire | 1991     | Privé  | Ouagadougou   | Dir. de Publ./Dir. Gén.: Boubacar Diallo Réd. en Chef : - | www.JoumalduJeudi.com          |
| Bondré                               | Généraliste                          | Hebdomadaire | 1992     | Privé  | Ouagadougou   | Dir. de Publ.: Cheriff M. Sy Réd. en Chef: Nana Michel | www.joumalbondré.net           |
| L’Indépendant                        | Généraliste                          | Hebdomadaire | 1993     | Privé  | Ouagadougou   | Dir. de Publ.: Géneviève Zongo Réd. en Chef : Henri-Joël Kabre | www.indcoendant.bf             |
| L’Opinion                            | Généraliste                          | Hebdomadaire | 1997     | Privé  | Ouagadougou   | Dir. de Publ. : Issaka Lingani Réd. en Chef : Seydou Lingani | www.zedcom.bf                  |
| L’Hebdo du Burkina                   | Généraliste                          | Hebdomadaire | 1999     | Privé  | Ouagadougou   | Dir. de Publ.: Zéphirin Kpoda Réd. en Chef : Boubacar Ouattar A |                                |
| Sidwaya sport                        | Infos sportives                      | Hebdomadaire | 2000     | Public | Ouagadougou   | Co- Dir. de Publ. /Dir. Gén.: Rabanki Abou Bakr Zida Réd. en Chef : Béranger Ilboudo                                                                                 | www.sidwava.bf                 |
| Évasion                              | Infos Culturelles                    | Hebdomadaire |          | Privé  | Ouagadougou   | Dir. de Publ. : Boureima Jérémy Sigue Réd. en Chef : Christine Sawadogo                                                                                              | ww.lepays.bf                   |
| L’Observateur Dimanche               | Généraliste                          | Hebdomadaire |          | Privé  | Ouagadougou   | Dir. de Publ.: Edouard Ouedraogo Réd. en Chef : Olivier N. Yiougo | www.observateur.bf             |
| Le Patriote                          | Généraliste                          | Hebdomadaire | 2008     | Privé  | Bobo-Dsso     | Dir. de Publ.: Fabé Traore Réd. en Chef: Néant |                                |
| Faces Afrik                          | Généraliste                          | Hebdomadaire | 2012     | Privé  | Ouagadougou   | Dir. de Publ.: Moumouni Sere Réd. en Chef : Abdou Laziz Banse |                                |
| L’Économiste du Faso                 | Infos éco et financiers              | Hebdomadaire | 2013     | Privé  | Ouagadougou   | Dir. de Publ.: Mohamed Abdelmoun Aïm Dilami Dir. de Publ. Délégué : Abdoulaye Tao Réd. en Chef : Abdoulaye Tao                                                       | www.leconomiste.com            |
| 226 Infos                            | Généraliste                          | Hebdomadaire | 2013     | Privé  | Ouagadougou   | Dir. de Publ.: Limaba Lompo Réd. en Chef : Moïse Tarpaga Ismaël Nabole                                                                                               | www.226infos.net               |
| L’Éveil Éducation                    | Education                            | Bimensuel    |          | Privé  | Ouagadougou   | Dir. de Publ. : Emile Bazymo Réd. en Chef : Inoussa Ouedraogo | www.eveileducation.bf          |
| L’Évènement                          | Généraliste                          | Bimensuel    |          | Privé  | Ouagadougou   | Dir. de Publ. : Germain B. Nama Réd. en Chef : Newton Ahmed Barry | www.evenement-bf.net           |
| Libération                           | Info                                 | Bimensuel    | -        | Privé  | Bobo-Dsso     | Dir. de Publ. : Hamed Zerbo | www.liberationburkina.net      |
| La Voix du Sahel                     | Généraliste                          | Bimensuel    |          | Privé  | Gorom-        | Dir. de Publ. : |                                |
| Le Messager                          | Généraliste                          | Bimensuel    | 2000     | Privé  | bobo-Dsso     | Dir. de Publ.: Seydou Diabo Réd. en Chef : Ismaël Dabre |                                |
| Le Reporter                          | Généraliste                          | Bimensuel    | 2007     | Privé  | Ouagaougou    | BouRéd. en Chefima Ouedraogo Réd. en Chef : Ladi Bama | www.portcrbf.blospot.co m      |
| Le Progrès                           | Généraliste                          | Bimensuel    | 2009     | Privé  | Ouagadougou   | Dir. de Publ. : Z. François Compaoré Co-Dir. de Publ. : Michel Ouedraogo Réd. en Chef : Antoine W.Dabil Gou                                                          |                                |
| Sahel Info                           | Info                                 | Bimensuel    |          | Privé  | Falagoutou    | Dir. de Publ.: Ibrahim Maiga | Sahelinfo.bf                   |
| Racine hebdo                         | Généraliste                          | Bimensuel    | -        | Privé  | Ouagadougou   | Dir. de Publ. : Issaka Ouedra Ogo Réd. en Chef : Stéphane Toure |                                |
| L’Informateur                        | Généraliste                          | Bimensuel    | 2011     | Privé  | Bobo-Dsso     | Dir. de Publ. : Youssouf Kiema Réd. en Chef : Néant |                                |
| Direct Info                          | Généraliste et investigations        | Bimensuel    | 2011     | Privé  | Ouagadougou   | Dir. de Publ. : Benoît Bama Réd. en Chef : Jr Hamed |                                |
| Le Margouillat                       | Faits divers et humoristique         | Bimensuel    | 2011     | Privé  | Ouagadougou   | Dir. de Publ. Sakré C. Ouedraogo |                                |
| Mutation                             | Généraliste                          | Bimensuel    | 2011     | Privé  | Ouagadougou   | Dir. de Publ. : Twendend A Zongo |                                |
| Courrier confidentiel                | Généraliste                          | Bimensuel    | 2012     | Privé  | Ouagadougou   | Dir. de Publ.: Hervé Taoko Réd. en Chef: Paul M. Roamba |                                |
| La Renaissance                       | Généraliste                          | Bimensuel    | 2012     | Privé  | Bokin         | Dir. de Publ. : Frédéric Sawadogo Réd. en Chef : Aboubacar Ouedraogo                                                                                                 |                                |
| Le Citadin                           | Infos de référence                   | Bimensuel    | 2013     | Privé  | Ouagadougou   | Dir. Gén. : Laurent Guigma Dir. de Publ. : Abass Tiendre Beogo |                                |
| Racines                              | Généraliste                          | Bimensuel    | 2013     | Privé  | Ouagadougou   | Dir. de Publ. : Issaka Ouedraogo Réd. en Chef : Stéphane Toure |                                |
| La Tribune du Progrès                | Généraliste                          | Bimensuel    | 2013     | Privé  | Ouagadougou   | Dir. de Publ. : Ousséni Ouedraogo Réd. en Chef : Néant |                                |
| L’intégration                        | Généraliste                          | Bimensuel    |          | Privé  | BoboDioulasso | Dir. de Publ. : Abdalah Kabore |                                |
| Médias Mag                           | Généraliste                          | Bimensuel    | 2013     | Privé  | Ouagadougou   | Dir. de Publ. : Iterre Some Réd. en Chef : Antoine Désire Palingwin Dé                                                                                               | www.mediasma2.com              |
| Complément d’enquête                 | Généraliste et Investigation         | Bimensuel    | 2013     | Privé  | Ouagadougou   | Dir. de Publ. : Guillaume Ouedraogo Réd. en Chef : Lazare Douamba |                                |
| Nouvelle Vision                      | Généraliste                          | Bimensuel    | 2013     | Privé  | Ouagadougou   | Dir. de Publ. : Joseph R.Sawadogo Réd. en Chef : Justin Kabore |                                |
| La Référence                         | Généraliste                          | Bimensuel    | 2013     | Privé  | Ouagadougou   | Dir. de Publ. : Ousmane Diallo Réd. en Chef : Néant |                                |
| Le nouvel Informateur                | Généraliste                          | Bimensuel    | 2014     | Privé  | BoboDioulasso | Dir. de Publ. : Youssouf Kiema |                                |
| Carrefour africain                   | Généraliste                          | Mensuel      | 1959     | Public | Ouagadougou   | Dir. de Publ. : Ministère De La Communiecation Co- Dir. de Publ. Et Dir. Gén. Des Editions Sidwaya : Rabankhi Abou Bâkr Zida Réd. en Chef : Mouorissine Aimé Kambire | www.sidwaya.bf                 |
| L’Étalon enchaîné                    | Généraliste                          | Mensuel      |          | Privé  | Ouagadougou   | |                                |
| Votre santé                          | Infos sur la santé                   | Mensuel      | 1996     | Privé  |               | Dir. de Publ. : Boureima Jérémv Sigue Réd. en Chef: Françoise Dembélé                                                                                                | www.lepays.bf                  |
| L’Étendard                           | Généraliste                          | Mensuel      | 2000     | Privé  | Ouagadougou   | Dir. de Publ. : Joseph Ouedraogo Réd. en Chef : - |                                |
| Le Citoyen                           | Généraliste                          | Mensuel      | 2005     | Privé  | Ouagadougou   | Dir. de Publ. : Yacouba Ouedraogo Réd. en Chef : - |                                |
| Revue des Religions                  | Infos islamiques                     | Mensuel      | 2006     | Privé  | Ouagadougou   | Bp : Moumouni Bapina Réd. en Chef : Hammad Syed Raza |                                |
| Flash Management                     | Infos sur le Management              | Mensuel      | 2007     | Privé  | Ouagadougo    | Dir. de Publ. : Yiriba Lassina Traore Réd. en Chef : Timbani Idrissa Traore                                                                                          |                                |
| Journal Voix d’Afrique               | Généraliste                          | Mensuel      | 2008     | Privé  | Ouagadougou   | Dir. de Publ..: Kingsley Sama Réd. en Chef : Gbenga Bolejo- Ojo | www.voiceofafrica.bloombiz.com |
| Le miroir du Sanguié                 | Généraliste                          | Mensuel      | 2008     | Privé  | Léo(Sanguié)  | Dir. de Publ. : Boubié Bassole Réd. en Chef : Bruno Bazie |                                |
| albouchra infos                      | Généraliste                          | Mensuel      | 2009     | Privé  | Ouagadougou   | Dir. de Publ.: Amadé Soro Réd. en Chef: Ismaël Barry | www.albouchrainfos.com         |
| Naïfa                                | Magazine de la femme                 | Mensuel      | 2010     | Privé  | Ouagadougou   | Dir. de Publ. : Mme Gisèle Meda Réd. en Chef : Christine Dabo |                                |
| Écho du Sahel                        | Infos régionales                     | Mensuel      | 2010     | Privé  | Fada N’Gourma | Dir. de Publ. : Guy-Michcl Bolouvi Réd. en Chef : Néant |                                |
| L’Écho                               | Généraliste                          | Mensuel      | 2010     | Privé  | Ouagadougou   | Dir. de Publ. : Titan Vision Sari Co-Dir. de Publ.: Sékou Guira |                                |
| Notre AfriK                          | Infos panafricaines                  | Mensuel      | 2010     | Privé  | Ouagadougou   | Dir. Gén./Dir. de Publ. : Thierry Hot | www.notreafrik.com             |
| L’Étalon                             | Caricatures                          | Mensuel      | 2011     | Privé  | Ouagadougou   | |                                |
| L’Œïl des Cités Universitaires       | Infos estudiantines                  | Mensuel      | 2012     | Privé  | Ouagadougou   | Dir. de Publ. : Idrissa Sebgo Réd. en Chef: Alidou Ouedraogo |                                |
| Dorsal                               | Infos éducatives                     | Mensuel      | 2012     | Privé  | Ouagadougou   | Dir. de Publ. : Frédéric T. Bance Réd. en Chef : Toua L.Traore |                                |
| Africa Star                          | Magazine culturel                    | Mensuel      | 2012     | Privé  | Ouagadougou   | Dir. de Publ. : Tibiafouba Madiega Réd. en Chef : Mariam Diallo |                                |
| La Ligne                             | Généraliste                          | Mensuel      | 2012     | Privé  | Néant         | Dir. de Publ. : Alasane Dambre Réd. en Chef : Hamed Zongo |                                |
| La paix                              | Généraliste (24 du mois)             | Mensuel      | 2012     | Privé  | Koudougou     | Dir. de Publ. : Sébastien Ouedraogo |                                |
| Le vrai visage de l’Islam            | Infos Islamiques                     | Mensuel      | 2012     | Privé  | Ouagadougou   | Dir. de Publ. : Arounan Guigma Réd. en Chef : Ousmanc Tiendrebeogo                                                                                                   |                                |
| Bourgeon infos                       | Infos sur l’éducation                | Mensuel      | 2013     | Privé  |               | Dir. de Publ. : Abdoul Aziz Somtore Réd. en Chef : Yeampani Lankoa Nde                                                                                               |                                |
| Oxygène                              | Infos culturelles                    | Mensuel      | 2013     | Privé  | Ouagadougou   | Dir. de Publ.g : Hervé Honla Réd. en Chef : Jean Ma Poadiague |                                |
| Le Chemin du Droit                   | Infos juridiques et annonces légales | Mensuel      | 2014     | Privé  | Ouagadougou   | Dir. de Publ. : Dieudonné Lankoa Nde Dr: Bowend Manegré |                                |
| Amazone                              | Généraliste                          | Mensuel      |          | Privé  | Ouahigouya    | Dir. de Publ. : Habibata Gassam Be |                                |
| Fasozine                             | Magazine Généraliste                 | Bimestriel   | 2006     | Privé  | Ouagadougou   | Dir. de Publ. : Serges Mathias Tomond Ji Réd. en Chef : Sawado Go D. Theophane                                                                                       | www.fasozine.com               |

## Presse en ligne
| N° | Presse en ligne & Site web   | Responsable                                                 |
| 1  | www.fasozine.com             | Dir. de Pub. : Morin Yamongbe                               |
| 2  | www.lefaso.net               | Dir. de Pub. : Cyriaque PPare                               |
| 3  | www.ouaga24.com              | Dir. de Pub. : Emile Ilboudo dit Scipion                    |
| 4  | www.zoodomail.com            | Dir. de Pub. : Paul Tiemtore                                |
| 5  | www.burkina24.com            | Dir. de Pub. : Jérôme Lankoande Réd. en Chef : Justin Yarga |
| 6  | www.fasoactu.com             | Dir. de Pub. : Salif Soulama                                |
| 7  | www.faso-actu.net            | Dir. de Pub. : Daouda Ouédraogo                             |
| 8  | www.fasonews.com             | Dir. de Pub. : Aziz Ouédraogo                               |
| 9  | www.laborpresse.net          | Dir. de Pub. : Jean Ky                                      |
| 10 | www.lestratege.net           | Dir. de Pub. : Arsène Flavien Bationo                       |
| 11 | www.legerstic.com            | Dir. de Pub. : Arsène Flavien Bationo                       |
| 12 | www.courrierconfidentiel.net | Dir. de Pub. : Hervé Taoko                                  |
| 13 | www.africa-voice.com         | Dir. Gen. : Kouintané Jean Michel Sanou                     |
| 14 | www.switch-maker.com         | Dir. Gen. : Kouintané Jean Michel Sanou                     |
| 15 | www.radio21 .com             | Dir. de Pub. : Issouf Ouedraogo                             |
| 16 | www.rtb.bf                   | Dir. de Pub. : Dona Culibaly                                |
| 17 | www.sidwaya.bf               | Dir. de Pub. : Boureima Sanga                               |
| 18 | www.wikiburkina. net         | Dir. de Pub. : Antoine P. Désiré Ouedraogo                  |
| 19 | www.libreinfo.net            | Dir. de Pub. : Albert Nagréogo                              |
| 20 | www.Faso7.com                | Dir. de Pub: Abdou Zouré/ Stela Nana                        |
| 21 | www.moussonews.com           | Dir. de Pub: Basseratou Kindo                               |